# Constantă de cuplaj
În fizică, o constantă de cuplaj este o cantitate adimensională ce caracterizează intensitatea unei interacțiuni. Evaluate la scară macroscopică, atomică sau nucleară, constantele de cuplaj pentru cele patru interacțiuni fundamentale diferă între ele prin multe ordine de mărime. Însă valorile constantelor de cuplaj pentru interacțiunile tare, electromagnetică și electroslabă, măsurate la energiile înalte (de ordin 102 GeV) realizate în acceleratoarele de particule moderne, tind să se apropie. Extrapolarea acestor valori la energii mult mai înalte (de ordin 1015 GeV sau mai mult) sugerează posibilitatea unei teorii unificate a interacțiunilor elementare.

## Ordine de mărime
| Interacțiune fundamentală      | Constantă de cuplaj         | Ordin de mărime (sau valoare măsurată)                                                                             |
| ------------------------------ | --------------------------- | --- |
| Interacțiunea tare             | {\displaystyle \alpha _{s}} | {\displaystyle 1\,-\,10}                                                                                           |
| Interacțiunea electromagnetică | {\displaystyle \alpha }     | {\displaystyle 7,297\,352\,5664\left(17\right)\times {10}^{-3}} {\displaystyle 1/137,035\,999\,139\left(31\right)} |
| Interacțiunea slabă            | {\displaystyle \alpha _{w}} | {\displaystyle 10^{-13}\,-\,10^{-12}}                                                                              |
| Interacțiunea gravitațională   | {\displaystyle \alpha _{g}} | {\displaystyle 10^{-42}\,-\,10^{-39}}                                                                              |

- Interacțiunea tare are o rază de acțiune de ordinul dimensiunilor nucleului atomic și este cea care îi asigură stabilitatea. La energii joase, de ordinul masei pionului, când forța nucleară poate fi aproximată printr-un potențial Yukawa, constanta de cuplaj {\displaystyle \left(\alpha _{s}\right)} este de ordinul unității. [1][2]

- Interacțiunea electromagnetică, cu rază de acțiune infinită, asigură stabilitatea atomilor. Constanta de cuplaj corespunzătoare este constanta structurii fine {\displaystyle \left(\alpha \right)}, a cărei valoare a fost determinată cu mare precizie prin metode spectroscopice. [3]

- Interacțiunea slabă, responsabilă pentru dezintegrarea beta nucleară și dezintegrarea miuonului, are o rază de acțiune mai mică decât forța nucleară tare. La energii de ordinul masei electronului, când interacțiunea poate fi considerată punctuală și este bine descrisă de teoria lui Fermi, constanta de cuplaj {\displaystyle \left(\alpha _{w}\right)} este de ordinul {\displaystyle 10^{-13}.} [4]

- Interacțiunea gravitațională are o rază de acțiune infinită, ca și forța electromagnetică, însă intensitatea ei devine apreciabilă doar pentru mase foarte mari. Constanta de cuplaj {\displaystyle \left(\alpha _{g}\right)} la scară microscopică poate fi evaluată calculând raportul dintre forța gravitațională (legea atracției universale) și forța electrostatică (legea lui Coulomb) pentru un sistem proton-electron (atomul de hidrogen); se obține {\displaystyle \alpha _{g}\approx 3,2\times 10^{-42}}. Constanta de cuplaj adimensională e proporțională cu masele particulelor care interacționează; pentru un sistem proton-proton {\displaystyle \alpha _{g}\approx 5,9\times 10^{-39}.} [5]

## Constante de cuplaj efective
| {\displaystyle \alpha _{s}\left(m_{\tau }\right)} {\displaystyle \alpha _{s}\left(m_{Z}\right)} | {\displaystyle 0,330\pm 0,014} {\displaystyle 0,1184\pm 0,0007} |
| {\displaystyle \alpha \left(m_{Z}\right)}                                                       | {\displaystyle \approx 1/128}                                   |
| {\displaystyle \alpha _{w}\left(m_{W}\right)}                                                   | {\displaystyle \approx 1/29,5}                                  |

Măsurate în procese la scară macroscopică, atomică sau nucleară, valorile constantelor de cuplaj pentru cele patru interacțiuni fundamentale sunt împrăștiate peste mai bine de 40 de ordine de mărime. Exceptând interacțiunea gravitațională, pentru care nu există o teorie cuantică satisfăcătoare, se constată că în realitate aceste „constante” depind de transferul de energie-impuls în procesul considerat; în domeniul energiilor foarte înalte – sau, echivalent, al interacțiunilor la scară foarte redusă – din fizica particulelor elementare, spectrul lor de valori se îngustează.
În teoriile cuantice de câmp care descriu interacțiunile fundamentale, starea de vid este o stare dinamică, în care sunt create și anihilate încontinuu particule virtuale. Rezultatul acestor fluctuații este o polarizare a vidului, de aceeași natură cu polarizarea unui dielectric în electromagnetism, și care modifică intensitatea interacțiunii. În cazul interacțiunii electromagnetice, constanta de cuplaj la energii de ordinul masei bosonului Z {\displaystyle \left(m_{Z}=91.1876\,GeV\right)} , devine {\displaystyle \approx 1/128\,} , față de valoarea {\displaystyle \approx 1/137} la energii atomice de ordinul {\displaystyle 1\,eV}.

Constante de cuplaj efective, extrapolate la energii înalte conform modelului standard.

Conform teoriei interacțiunii electroslabe, interacțiunea slabă a hadronilor este mediată de bosonii W± și Z0; constanta de cuplaj, la energii de ordinul masei mezonilor W {\displaystyle \left(m_{W}=80.385GeV\right)\,} , are valoarea {\displaystyle \approx 1/29,5} , mai mare decât constanta de cuplaj pentru interacțiunea electromagnetică. Valoarea cu multe ordine de mărime inferioară evaluată pe baza interacțiunii slabe a leptonilor rezultă din masele mici ale electronului și miuonului, raportate la masa bosonului W. 
În cazul interacției tari, mediată de gluoni, la scara la care aceasta are ca efect restricționarea quarkurilor (quark confinement) în interiorul hadronilor, constanta de cuplaj este de ordinul unității; contribuția fluctuațiilor stării de vid (crearea de perechi quark-antiquark virtuale) este pozitivă. La scară mult mai redusă domină însă mecanismul numit libertate asimptotică (asymptotic freedom): interacțiunile dintre quarkuri devin foarte slabe. La energii de ordinul masei bosonului Z, constanta de cuplaj tare se reduce la {\displaystyle \alpha _{s}\left(m_{Z}\right)\approx 0,118}. 
Existența unor constante de cuplaj efective dependente de energie (running coupling constants) și faptul că valorile lor tind să se apropie la energii mari sugerează posibilitatea unei teorii unificate a interacțiunilor fundamentale. În cadrul modelului standard al particulelor elementare, rezultatele experimentale la energii de ordinul 102 GeV pot fi extrapolate cu ajutorul aparatului matematic denumit grupul de renormare. Se constată că, deși la energii de ordinul 1015 GeV mărimile {\displaystyle \alpha _{s}}, {\displaystyle \alpha } și {\displaystyle \alpha _{w}} au valori foarte apropiate, ele totuși nu tind către o valoare comună. 